# Argina cingulifera
Argina cingulifera är en fjärilsart som beskrevs av Walker 1854. Argina cingulifera ingår i släktet Argina och familjen björnspinnare. Inga underarter finns listade i Catalogue of Life.